# بیل وولسی

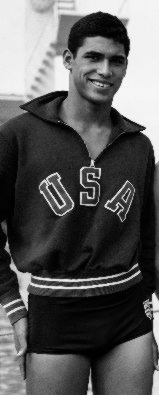
بیل وولسی در سال ۱۹۵۲

بیل وولسی (به انگلیسی: Bill Woolsey) (زادهٔ ۱۳ سپتامبر ۱۹۳۴) شناگر اهل ایالات متحده آمریکا بود.